# Port Sorell
Port Sorell ist eine Stadt mit 2211 Einwohnern an der Nordküste Tasmaniens, die 117 Kilometer nördlich von Launceston, 20 Kilometer von Devonport und 254 Kilometer von Hobart entfernt liegt.

## Geschichte
Bis zum Eintreffen der Europäer lebte der Aborigine-Stamm der Punnilerpaner in diesem Gebiet. 1805 wurde der Rubicon River, der durch den Ort fließt, erforscht. Die Weißen ließen sich am Fluss nieder und gründeten die Ortschaft Burgess, die 1822 nach Vizegouverneur William Sorell in Port Sorell benannt wurde. Der Ort war zu jener Zeit der Hafen, der am häufigsten angelaufen wurde und die größte Stadt an der tasmanischen Nordküste. Port Sorell beherbergte ein Gefängnis am Watch House Hill, das später eingeebnet wurde. Ferner soll die Stadt einmal in ihrer Geschichte in Gänze durch ein Buschfeuer vernichtet worden sein.

## Heute
Port Sorell ist im Sommer ein Ort, der von Touristen zum Wassersport, Wandern und zum Erleben der Wildnis belebt wird. Wasserski- und Kajakfahren bietet sich an den Küstengewässern an, aber auch die Ruhe an Sanddünen. Bei Port Sorell liegen die Strände Shearwater, Hawley Beach und Freers Beach, die die Besucher anziehen und diesem Ort die Bezeichnung Port of Golden Beaches gaben. Angeln vom im Ort befindlichen Ponton, eine Rampe zum Boote-ins-Wasser-Lassen, ein Campingplatz und ein Golfplatz sind vorhanden. Durch die Stadt fließt der Rubicon River. An diesem Fluss liegt der Narawntapu-Nationalpark, der sich unweit des Ortes befindet.